# Argentina australiae
Argentina australiae is een  straalvinnige vissensoort uit de familie van zilversmelten (Argentinidae). De wetenschappelijke naam van de soort is voor het eerst geldig gepubliceerd in 1958 door Cohen.